# Qabaqdibi
Qabaqdibi är en ort i Azerbajdzjan.   Den ligger i distriktet Jardymly, i den södra delen av landet, 210 km sydväst om huvudstaden Baku. Qabaqdibi ligger 734 meter över havet och antalet invånare är 1 374.
Terrängen runt Qabaqdibi är huvudsakligen kuperad, men söderut är den bergig. Närmaste större samhälle är Lerik, 19,8 km sydost om Qabaqdibi. 
Trakten runt Qabaqdibi består till största delen av jordbruksmark. Runt Qabaqdibi är det ganska tätbefolkat, med 60 invånare per kvadratkilometer.